# Konrad I von Raabs
Konrad I von Raabs (zm. około 1143) - burgrabia Norymbergi od około 1105 do około 1143, w tym do około 1137 wspólnie ze starszym bratem Gotfrydem II von Raabs.
Przejął samodzielny zarząd nad Norymbergą po śmierci swojego brata ok. 1137. Rozszerzał swoje rządy na tereny leżące wokół Norymbergi. Popadł dlatego w konflikt z biskupstwem Bambergu. W źródłach bamberskich jest nawet wspominany jako "Konrad tyrannus". Często rezydował poza Norymbergą, w tym na zamku Riedfeld koło Neustadt an der Aisch.
Po śmierci Konrada I funkcję burgrabiego Norymbergi objął jego bratanek - Gotfryd III von Raabs.